# Luiz de Gonzaga Braga Barreto
Luiz de Gonzaga Braga Barreto (Cajazeiras, 12 de outubro de 1942) é um médico escritor, historiador, memorialista e contista brasileiro.

## Formação

### Ensino médio
- Ginasial - Colégio Salesiano Padre Rolim, Cajazeiras - PB[1]
- Científico:
  - Colégio Marista de Fortaleza - Fortaleza
  - Colégio Padre Félix - Recife[1]

### Ensino superior
- Medicina - Faculdade de Ciências Médicas de Pernambuco (FESP/UP), Recife em 1965.[1]
- Mestrado em Saúde Pública - Universidade Central da Venezuela, Caracas em 1968.[1]
- Mestrado em Administração Hospitalar - Universidade Central da Venezuela, Caracas em 1969.[1]
- Especialização em Administração de Serviços de Saúde - Fundação Getúlio Vargas, Rio de Janeiro, 1974.

## Atuação profissional
Diretor Superintendente do Hospital Universitário Oswaldo Cruz - 1966-1967 e 1969-1972
Diretor Administrativo do Programa de Saúde Comunitária - Projeto Vitória da UFPE
Diretor substituto do Hospital Pedro II
Diretor do Hospital das Clínicas da Universidade Federal de Pernambuco
Pró-reitor de administração da UFPE
Coordenador do Memorial da Medicina de Pernambuco

## Atividades literárias

### Vida associativa
- Sociedade Brasileira de Médicos Escritores - Regional de Pernambuco[4] - membro titular
  - Presidente regional - 2004-2007
  - Presidente nacional - 2014-2016
- Academia Pernambucana de Medicina - ocupante da cadeira 10[1]
  - Secretário geral
- Academia de Artes e Letras de Pernambuco - ocupante da cadeira 8[2]
- Instituto Arqueológico, Histórico e Geográfico de Pernambuco[1]
- Academia Brasileira Rotária de Letras - ocupante da cadeira 37[5]
- Instituto Pernambucano de História da Medicina - membro titular[6][7]

### Livros publicados
- História da Medicina em Cajazeiras;[4][2]
- Fragmentos de Uma História;[2]
- Perfil das Unidades no Jornal de 1946;[2]
- Fragmentos da Memória[4][2]
- Partipação de Pernambuco na Academia Nacional de Medicina (1829 a 2021)[1]
- Biblioteca da Faculdade de Medicina, 1952 - 2008;[4]
- A Faculdade de Ciências Médicas e os médicos de 1965;[1]
- Rotary Club Recife-Caxangá: Resenha histórica;[1]
- Instituto Pernambucano de História da Medicina - 75 anos de história[nota 3]

## Outras atividades
Sócio representativo do Rotary Club Recife-Caxangá

## Distinções
- Medalha São Lucas - edição 2021[nota 4]